# Minoru Kobayashi
Minoru Kobayashi (født 14. maj 1976) er en tidligere japansk fodboldspiller.
Han har spillet for flere forskellige klubber i sin karriere, herunder FC Tokyo.